# Andreï Kolotovkine
Andreï Vladimirovitch Kolotovkine (en russe : Андрей Владимирович Колотовкин), né le 10 avril 1972 à Maïkop, est un officier russe, lieutenant-général depuis 2020.

## Biographie
Né dans la famille d'un officier des forces de l'ordre, le colonel de police Vladimir Petrovitch Kolotovkine et d'une bibliothécaire militaire, Lioudmila Pavlovna Kolotovkina.
Il intègre les forces armées en 1990. Diplômé de l'École supérieure de commandement interarmes de Saint-Pétersbourg (1990-1994), de l'Académie interarmes des forces armées de la fédération de Russie (2003-2006) et de l'Académie militaire de l'état-major général des forces armées de la fédération de Russie (2013-2015). Il obtient le grade de major-général en 2012.
De juillet 2015 à décembre 2016, il commande la 8e brigade de fusiliers motorisés de la Garde ; de décembre 2016 à mars 2017, il est adjoint de la flotte de la mer Noire pour les troupes côtières ; à partir de mars 2017, il est commandant du 22e corps d'armée de la flotte de la mer Noire. Jusqu'en décembre 2018, il sert en tant que chef d'état-major et premier commandant adjoint de la 8e armée interarmes de la Garde.
De décembre 2018 à février 2022, il sert comme commandant de la 2e armée interarmes de la Garde du district militaire central (à la place de Roustam Mouradov, nommé au poste de commandant adjoint du district militaire sud). L'étendard du commandant de l'armée a été décerné le 9 janvier 2019.
Le 20 février 2020, il reçoit le grade militaire de lieutenant-général.